# La Quebradora
La Quebradora är en ort i Mexiko.   Den ligger i kommunen Atoyac de Álvarez och delstaten Guerrero, i den södra delen av landet, 260 km söder om huvudstaden Mexico City. La Quebradora ligger 879 meter över havet och antalet invånare är 157.
Terrängen runt La Quebradora är kuperad åt sydost, men åt nordväst är den bergig. Runt La Quebradora är det ganska glesbefolkat, med 48 invånare per kvadratkilometer. Närmaste större samhälle är Río Santiago, 16,7 km sydväst om La Quebradora. I omgivningarna runt La Quebradora växer i huvudsak städsegrön lövskog.